# Liste der Flüsse in Paraguay
Dies ist eine Liste der Flüsse in Paraguay gruppiert nach Einzugsgebiet. Die Nebenflüsse sind unter dem Namen des Hauptflusses eingerückt.

## Nach Einzugsgebiet

### Río de la Plata
- Río Paraná
  - Río Paraguay
    - Río Tebicuary
    - Río Pilcomayo
    - Salado
    - Río Piribebuy
    - Río Confuso
    - Río Manduvirá
    - Río Jejuy
      - Río Yhagüy

    - Aguaray-Guazú
    - Río Negro
      - Aguaray-Guazú

    - Río Jejuí Guazú
      - Río Curuguaty

    - Río Monte Lindo
    - Río Ypané
    - Río Aquidabán
    - Río Verde
    - Río Apa
    - Río Melo
    - Río Tímane
    - Río Bamburral

  - Río Monday
  - Río Acaray
    - Río Yguazú

  - Río Ytambey
  - Río Carapá